# Mikołaj Abramowicz (Jurist)
Mikołaj Abramowicz (* 1788; † 15. Oktober 1835) war ein polnischer Jurist und politischer Aktivist. Sein Bruder war der Militär Ignacy Abramowicz.

## Leben
Er war Grenzrichter des Powiats Vilnius und Kammerherr des russischen Hofes.
Im Jahre 1812 stellte er sich auf die Seite Napoleons und wurde Berater im Komitee für innere Angelegenheiten in der Provisorischen Regierungskommission des Großfürstentums Litauen (polnisch Komisja Rządu Tymczasowego Wielkiego Księstwa Litewskiego). In demselben Jahr bot er an, auf eigene Kosten ein Husarenregiment aufzustellen, was wahrscheinlich der Grund dafür war, dass er zum Oberstleutnant (polnisch podpułkownik) ernannt wurde.
Im November 1812 übernahm er auf Geheiß von Hugues-Bernard Maret die Aufgabe, von Vilnius zur zurückkehrenden Grande Armée vorzudringen. Beim ersten Versuch wurde er gefasst und gefoltert. Beim zweiten Versuch gelangte er während der Schlacht an der Beresina am 27. November zu Napoleon, dem er die Briefe von Hugues-Bernard Maret überreichte, und kehrte am folgenden Tag nach Vilnius zurück.
Im Frühjahr 1813 unternahm er eine Aufklärungsmission in Galizien. In den Jahren 1813 und 1814 nahm er Feldzügen der rückkehrenden Armee teil. Für seine militärischen Verdienste wurde er mit dem Orden Virtuti Militari dritten Grades ausgezeichnet und zum Officier de la Légion d’Honneur ernannt.
Nach seiner Rückkehr nach Vilnius heiratete er Emilia Cichocka aus dem Hause Bachmiński. In den Jahren 1820 bis 1821 gehörte er Freimaurerlogen in Vilnius an.
Während der Prozesse um den Philaretenbund diente er Nikolaus Nowosilzow, im Jahre 1831 Matwej Jewgrafowitsch Chrapowizkij und schließlich dem Generalgouverneur Jurij Aleksejewitsch Dolgorukow.
Am 15. Oktober 1835 starb Mikołaj Abramowicz. Es ist nicht geklärt, ob er Selbstmord begann oder ermordet wurde.